# Palestra Ginnastica Fiorentina Libertas 1923-1924
Questa pagina raccoglie i dati riguardanti la  Palestra Ginnastica Fiorentina Libertas nelle competizioni ufficiali della stagione 1923-1924.

## Rosa
| N. |                   | Ruolo | Calciatore           |
| -- | ----------------- | ----- | -------------------- |
|    | Italia (bandiera) | D     | Ermanno Barigozzi    |
|    | Italia (bandiera) | A     | Piero Cardoso Laines |
|    | Italia (bandiera) | A     | Enrico Fabbri        |
|    | Italia (bandiera) | C     | Giuseppe Focosi      |
|    | Italia (bandiera) | A     | Giuseppe Galluzzi    |
|    | Italia (bandiera) | C     | Augusto Gozzini      |
|    | Italia (bandiera) | C     | Manetti              |
|    | Italia (bandiera) | A     | Giulio Mattei        |
|    | Italia (bandiera) | C     | Mario Moretti (II)   |

| N. |                   | Ruolo | Calciatore          |
| -- | ----------------- | ----- | ------------------- |
|    | Italia (bandiera) | A     | Mario Nava          |
|    | Italia (bandiera) | D     | Luigi Rivolta       |
|    | Italia (bandiera) | C     | Aldo Sala           |
|    | Italia (bandiera) | D     | Leone Scotti (II)   |
|    | Italia (bandiera) | C     | Duilio Segoni (I)   |
|    | Italia (bandiera) | A     | Vasco Segoni (II)   |
|    | Italia (bandiera) | P     | Serravalli          |
|    | Italia (bandiera) | D     | Umberto Taddei (II) |